# Junkernschänke

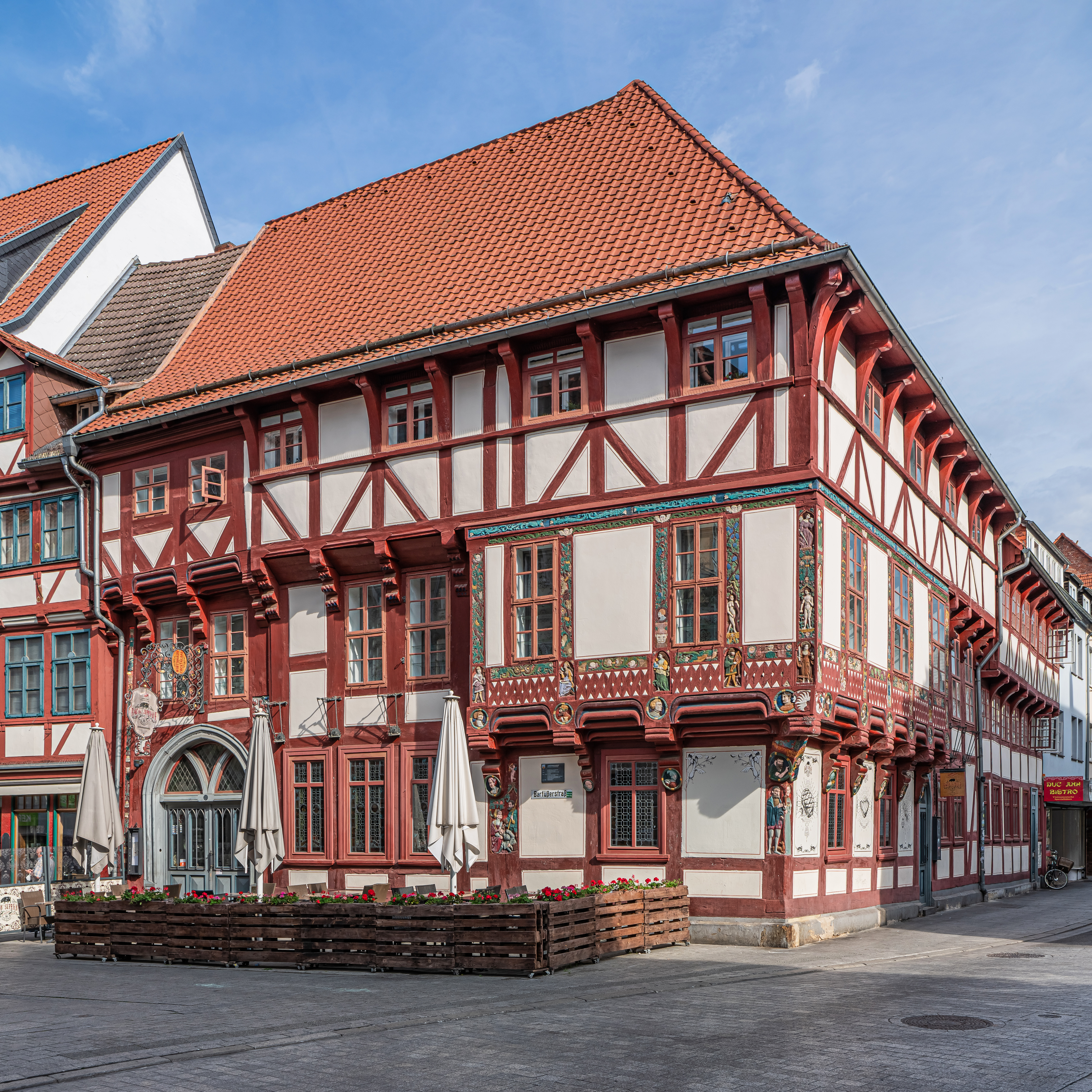
Die Junkernschänke in Göttingen (2022)

Die sogenannte Junkernschänke (früher auch Junkernhaus) in der Innenstadt von Göttingen in Niedersachsen ist ein Fachwerkhaus aus dem 15. und 16. Jahrhundert, in dem sich seit 1883 eine Gaststätte befindet. Die Adresse lautet Barfüßerstraße 5 (Ecke Jüdenstraße).

## Bezeichnung
Die Herkunft der Bezeichnung Junkernschänke ist ungeklärt. Sie kann erst auf die seit 1883 bestehende Nutzung als Schänke zutreffen. Noch 1940 hieß das Gebäude auch Junkernhaus. Der Begriff soll auf einen Junkernsaal darin zurückgehen (dem entsprechend war auch von einem Jung-Gesellen Haus die Rede), wobei allerdings der Stadthistoriker Otto Fahlbusch feststellte, dass bei der Bezeichnung schon 1734 eine Verwechslung mit der nahen städtischen Börse und deren Junkernsaal stattfand.

## Geschichte
Das heutige Gebäude wurde im spätgotischen Kern nach einer dendrochronologischen Datierung 1446 auf dem Grundstück eines abgebrannten Vorgängerbaus errichtet. Von 1499 bis 1531 war das Haus im Besitz des Bildschnitzers Bartold Kastrop. Dessen Witwe verkaufte es 1541 an den Patrizier Gyseler Schwanenflogel, der es bis zu seinem Tode im Jahre 1566 bewohnte und in diesen Jahren zweimal Göttinger Bürgermeister war (1550–1560 und 1565/1566). Aus Schwanenflogels Zeit stammt ein prägender Umbau des exponierten Eckgebäudes in den Jahren 1547–1549, wobei u. a. der bis heute markante Eckwalm des Daches und ein am Obergeschoss angefügter, überreich beschnitzter und vielfarbig gefasster, stattlicher Eckerker entstanden. Ebenfalls in die Bauherrenzeit des Bürgermeisters Schwanenflogel datiert der westliche Anbau an der Barfüßerstraße. Im rückwärtigen Bereich der Parzelle befindet sich ein mittelalterliches Steinwerk.
Im Jahr 1702 soll das Eckhaus unter den 336 wüsten Stellen und verfallenen Häusern der Stadt gezählt worden sein, was in der Regel noch auf Verwüstungen im Dreißigjährigen Krieg zurückgegangen sein soll. Dem steht die für das Grundstück lückenlos überlieferte Besitzerfolge für das 17. Jahrhundert entgegen, in der nicht von Zerstörung die Rede ist.
In der ersten Hälfte des 18. Jahrhunderts wurden umfangreiche Baumaßnahmen am Haus durchgeführt, unter anderem wurden Teile des Innenhofs in das Haus integriert. 1797 wurde das Gebäude von dem Kaufmann Friedrich Wilhelm Eggers erworben, welcher dort eine Spezerei und einen Eisenwarenhandel betrieb. Es folgten weitere Besitzerwechsel, bis Hermann Mütze 1883 in dem Haus mit der Eröffnung der Altdeutschen Weinstube – bekannt als Die alte Mütze – einen Weinhandel gründete. Weinhandel und Weinstube übernahm dessen Sohn Wilhelm Mütze (1871–1914), der als Schauspieler und Verfasser volkstümlicher Dramen „das Junkernhaus zu großer Berühmtheit brachte“ und den selbst Thomas Mann bei seinem Göttingen-Besuch 1904 „unvergesslich komisch“ fand, so dass er ihn später in seinem Roman Doktor Faustus indirekt verewigte.
1930 erwarb die Stadt Göttingen das Gebäude für 54.000 Mark und stellte es dem Kreishandwerkerbund zur Verfügung, welcher dort seine Verwaltung hineinverlegte und eine Gaststätte einrichtete. In der Nachkriegszeit wurden die am 21. März 1945 bei einem Luftangriff auf Göttingen entstandenen Schäden im hinteren Teil des Gebäudes beseitigt, so dass die Junkernschänke erneut eröffnen konnte. Schon vor 1952 gelangte bei einem Umbau eine reich verzierte Kielbogen-Türrahmung aus dem Haus Jüdenstraße 34 ins Innere der Junkernschänke. 1992 erfolgte eine Restaurierung der Außenfassade, bei der die (aus historischen Befunden resultierende) noch heute bestehende farbige Fachwerk- und Schmuckfassung entstand, die 2007 noch einmal restauriert wurde.
1999 lief der Pachtvertrag des mittlerweile stark baufälligen Gebäudes aus und das Traditionslokal schloss 2001. Nach dem Verkauf durch die Stadt Göttingen wurde die Junkernschänke ab 2003 umfangreich saniert. Die Planungen verliefen kontrovers; zwischenzeitlich drohte der Investor mit einem Verkauf der Fachwerkfassade an einen „Architektur-Park“ in Dubai. Bei der Wiedereröffnung 2008 war neben einem Restaurant, einem Bistro und einer Vinothek im Erdgeschoss im ersten Obergeschoss eine Cocktail- und Pianobar mit Lounge eingerichtet. Seither betreiben wechselnde Eigentümer und Pächter wieder Gastronomie in dem Gebäude.

## Architektur und Bildschnitzereien
Das stattliche Fachwerk-Eckgebäude stellt kein einheitliches Baugefüge dar, sondern ist allein schon an den Fassaden in mindestens drei Bauphasen zu unterscheiden. Der Kernbau aus der Mitte des 15. Jahrhunderts an der Straßenecke stand wahrscheinlich ursprünglich giebelständig zur Barfüßerstraße ausgerichtet und hatte weder Erker noch geschnitzte Fassadenreliefs. Er zeigt das regional typische gotische Dielenhaus mit Hochständern, das Erd- und Zwischengeschoss zusammenfasst sowie einem vorkragenden Stockwerk darüber. Die einzigen Zierelemente an den Fassaden waren profilierte Knaggen und eine profilierte Stockschwelle, was heute nur noch an einem drei Gefache schmalen Abschnitt der Südfassade (Barfüßerstraße) ablesbar ist. An diesen noch spätmittelalterlichen Kernbau wurde Mitte des 16. Jahrhunderts an der Seite zur Barfüßerstraße nach Westen hin – anstelle einer zuvor schon zur Immobilie gehörenden, niedrigen mittelalterlichen Bude – ein nur zweieinhalb Gefache schmaler, dreigeschossiger Anbau von gleicher Traufhöhe mit einer spitzbogigen Torfahrt und reicher Schnitzwerkgestaltung an der Straßenfassade errichtet. Diese Fachwerkergänzung zeigt traditionell noch immer die Struktur des gotischen Dielenhauses mit Hochständern. Zeichen modernen Bauschmucks war ein kräftiges Schiffskehlenprofil an der Stockschwelle. Der schmale Westanbau war offenbar Teil eines größeren Umbauprojekts, denn etwa zeitgleich bekam der Kern-Eckbau seinen repräsentativen Obergeschoss-Erker mit demselben Schiffskehlenprofil vorgesetzt und zugleich bekam der entstandene Baukomplex auch das gemeinsame Walmdach. Eine dritte Bauphase ist rechts an der Jüdenstraße ablesbar und zeigt – baukonstruktiv abgesetzt – einen sieben Gefache breiten, dreigeschossigen Erweiterungsbau mit niedrigeren Obergeschossen, den Otto Fahlbusch als „Hinterhaus“ bezeichnete und für den er ebenfalls eine Bauzeit Mitte des 16. Jahrhunderts annahm.
Berühmt ist das Junkernhaus vor allem für seine Renaissance-Bildschnitzereien des An- und Umbaus von 1547–1549. Dabei hat sich das Bauherren-Ehepaar Giseler Swanenflogel und Ehefrau Othila selbst verewigen lassen, indem es seine Wappen links und rechts an das neue spitzbogige Haustor schnitzen ließ. Das Swanenflogel-Wappen ist ein redendes Wappen und zeigt einen Schwanenflügel. Auch die Ecke des Erkers wird durch Wappen der beiden Erbauer geschmückt, ergänzt durch Bildnisse eines bärtigen Mannes in der Tracht des 16. Jahrhunderts, dem eine Frau einen Becher Wein darreicht, was Otto Fahlbusch als Bauherren-Porträts deutete. Weitere Schnitzereien stellen unter anderem biblische Szenen aus dem Alten und Neuen Testament sowie Planetengötter dar. Als Urheber der Fassadenreliefs wird der Bildschnitzer Jürgen Wasmod d. Ä. vermutet, der zum Teil in freier Interpretation nach Holzschnittvorlagen des Augsburgers Hans Burgkmair d. Ä. arbeitete.

## Galerie

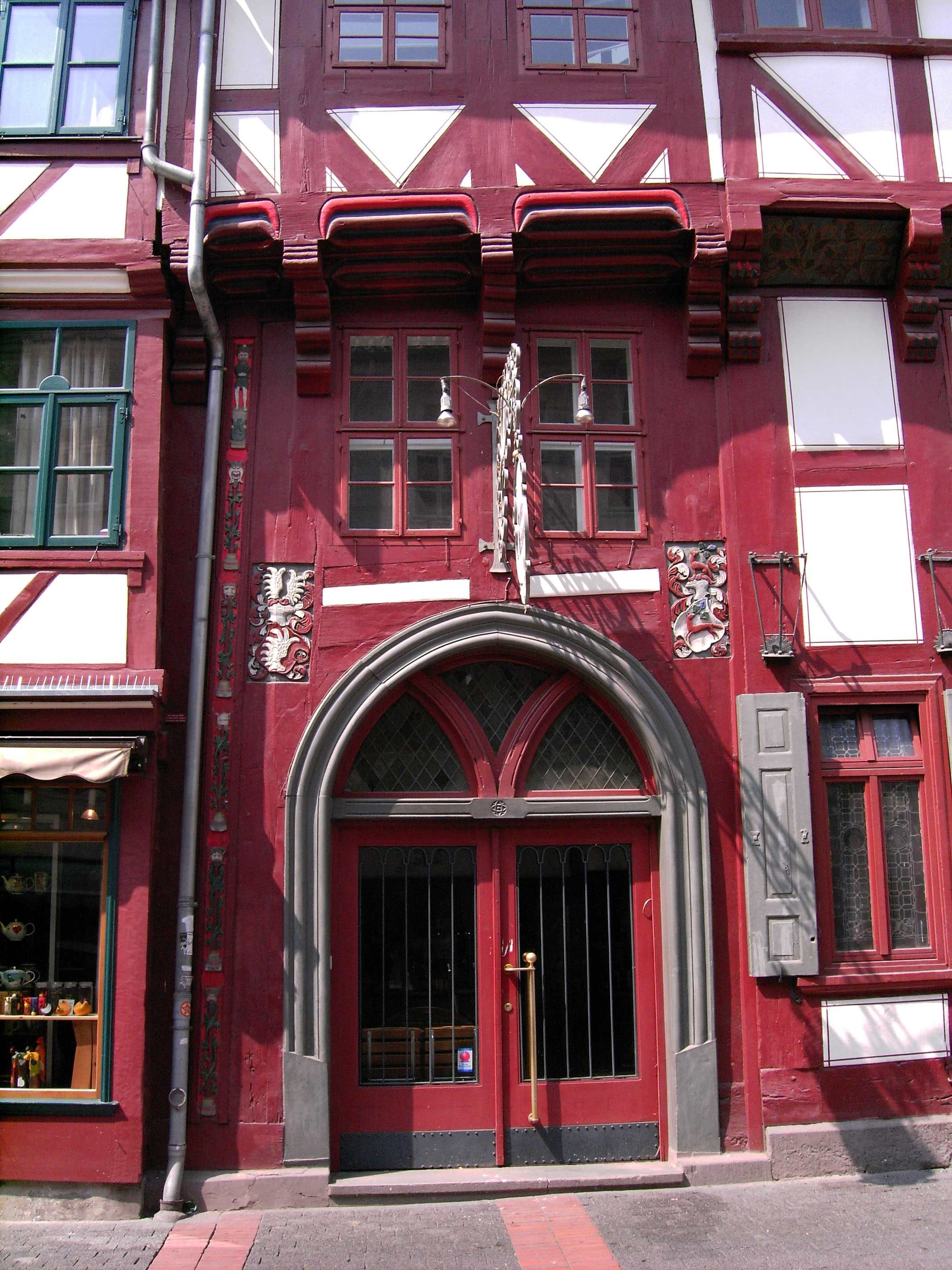
Westanbau mit Torbogen und Bauherrenwappen (2005)
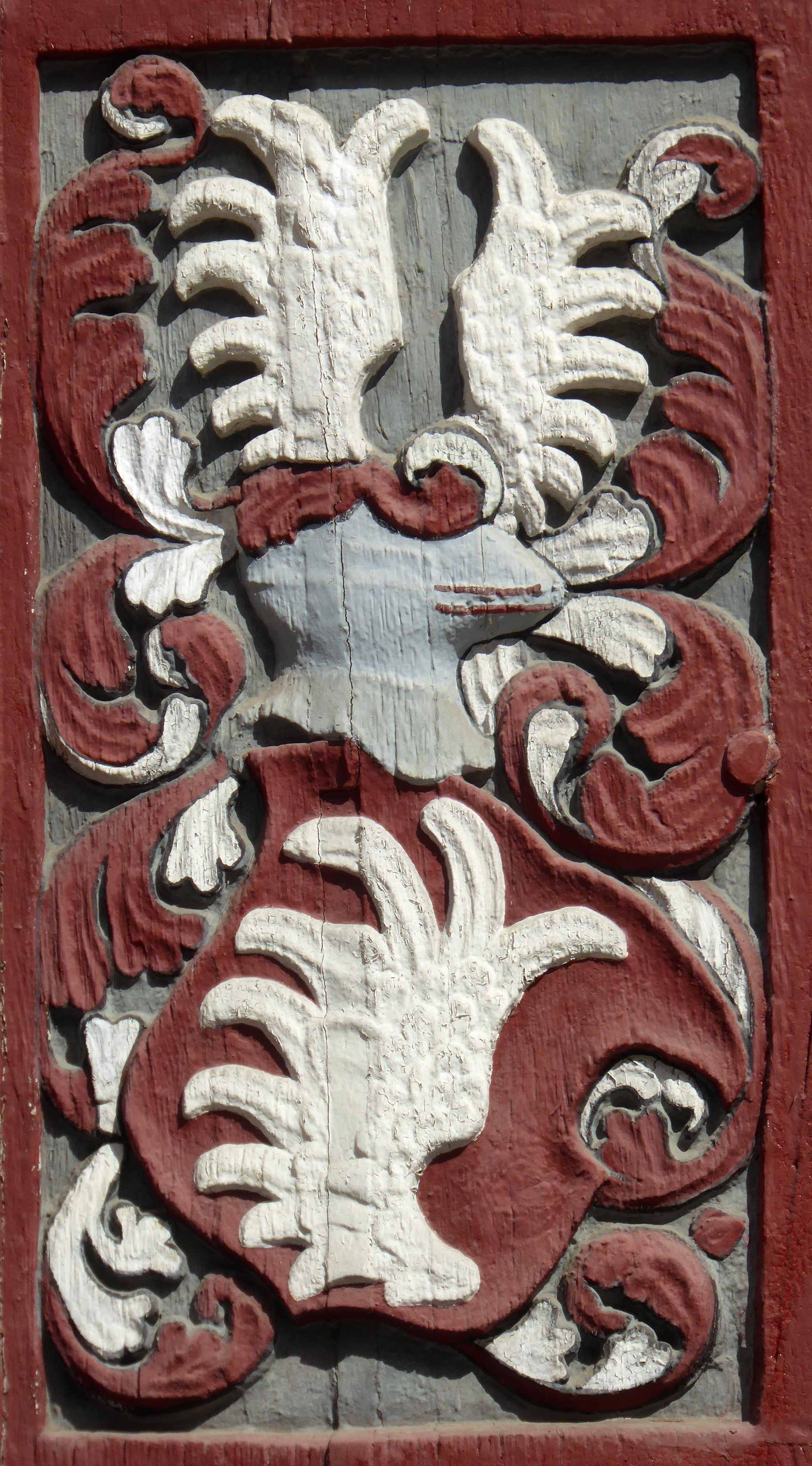
Wappen der Familie Swanenflogel am Torbogen der Südfassade
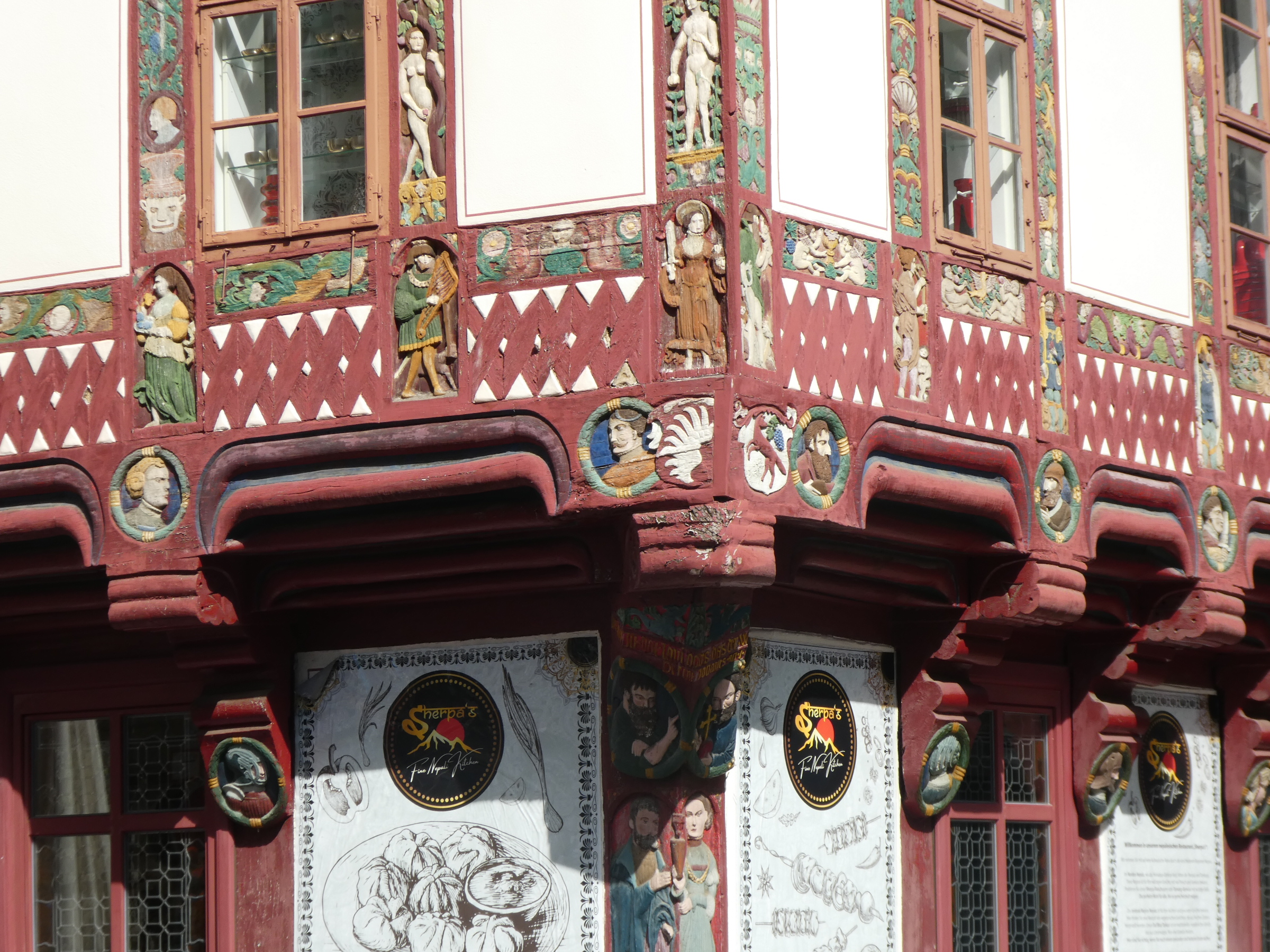
Details des Eckerkers (2024)
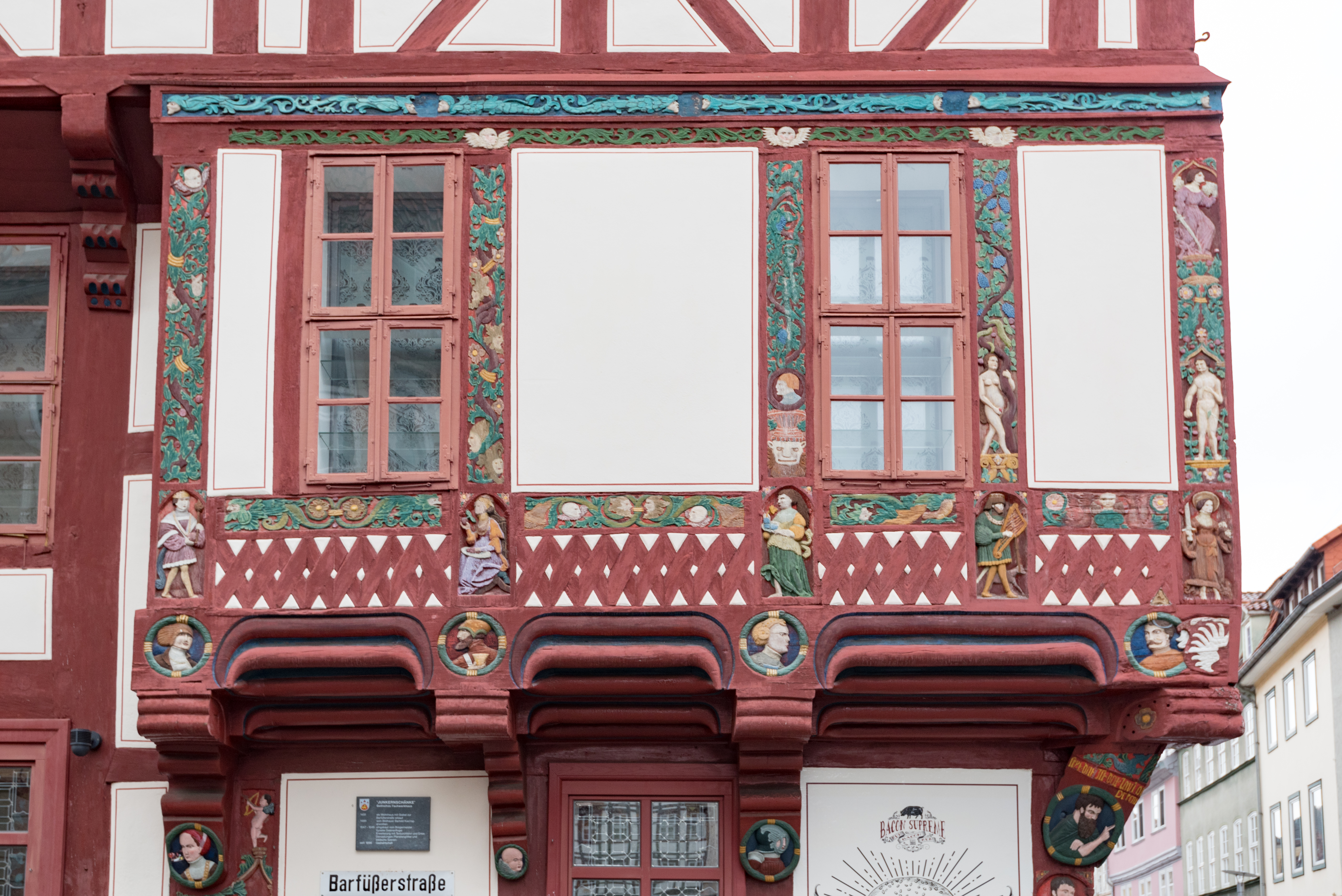
Eckerker in Südansicht (2018)
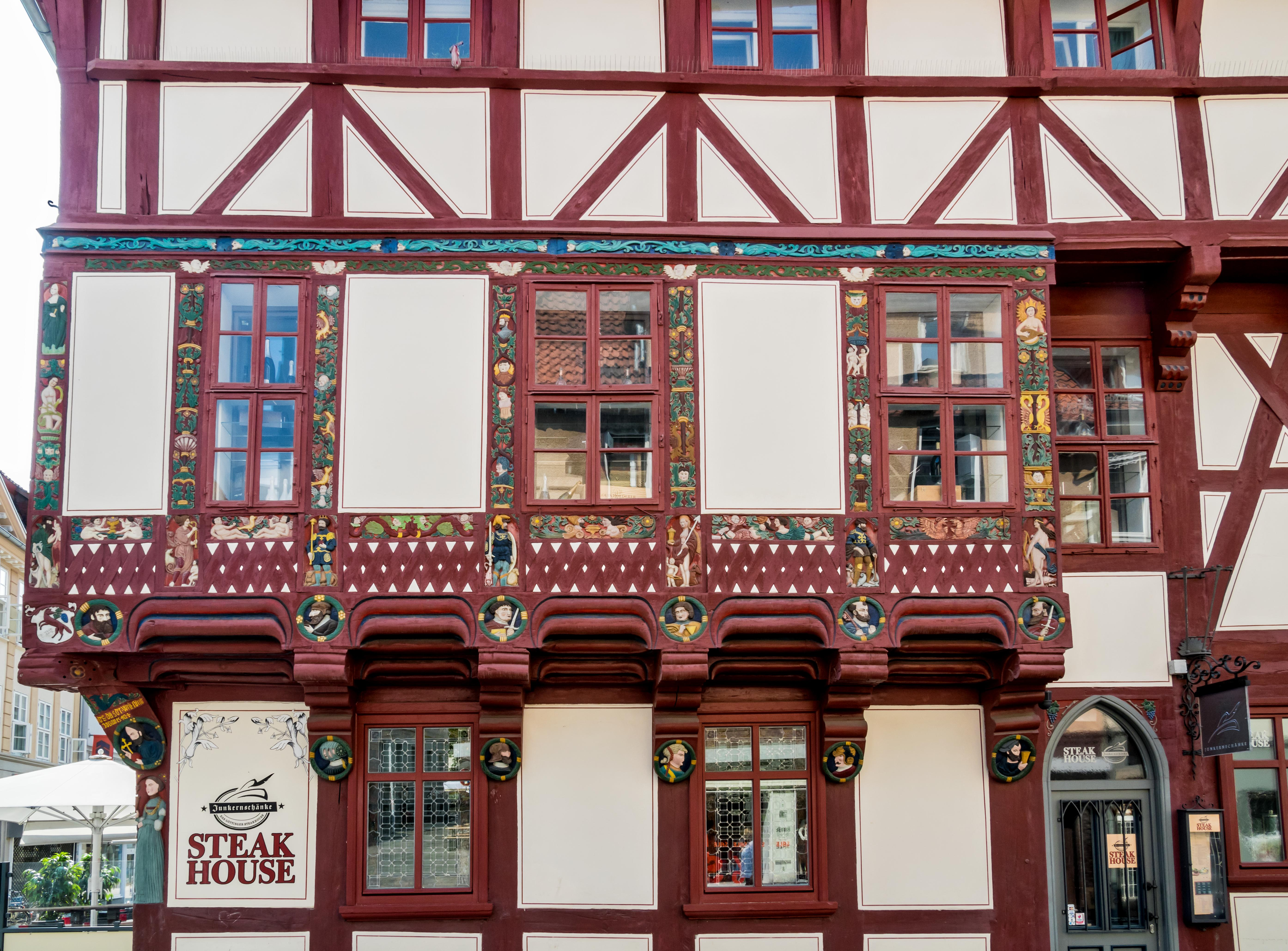
Eckerker in Ostansicht (2014)
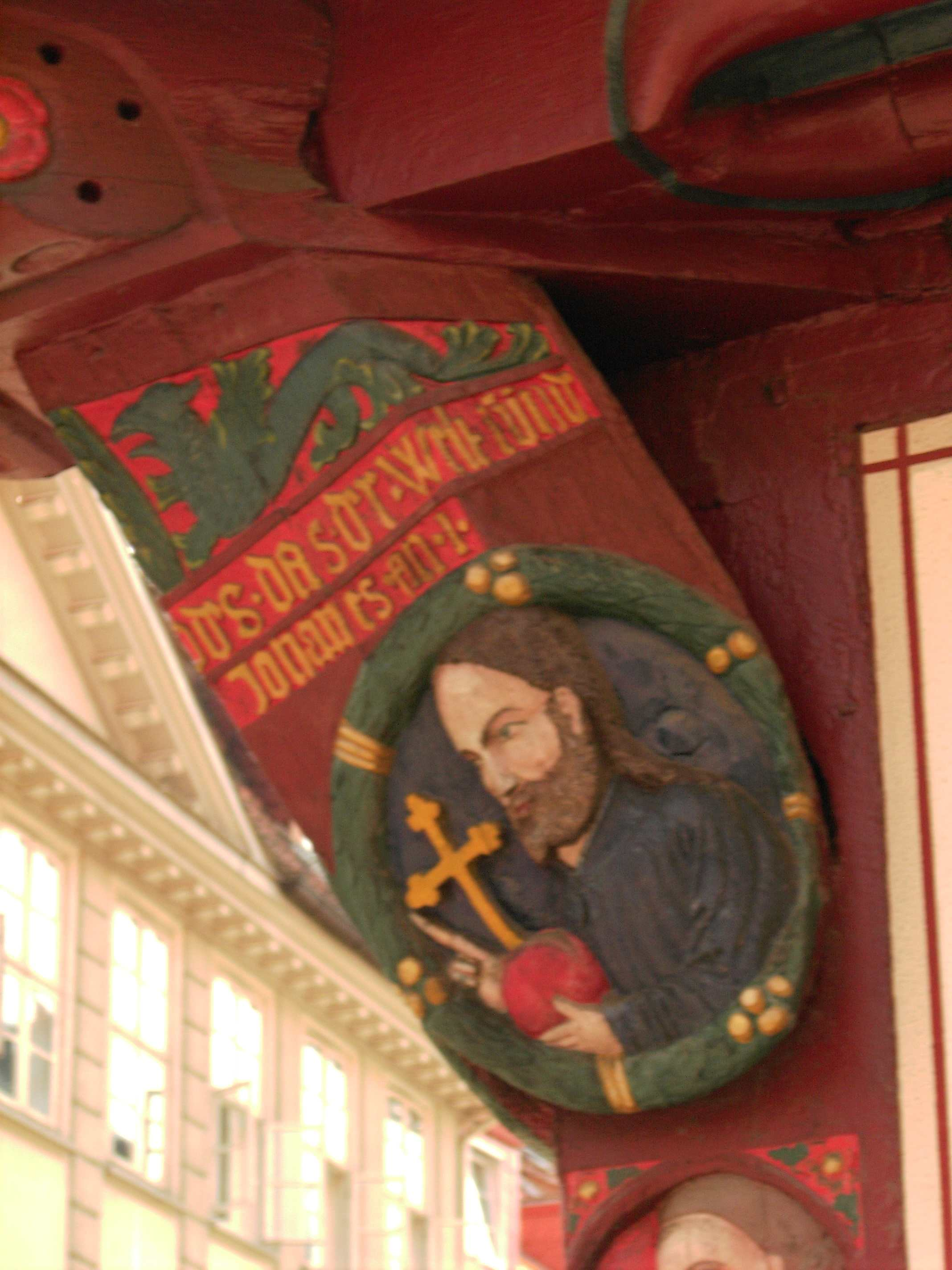
Eckknagge mit Christusdarstellung (2005)
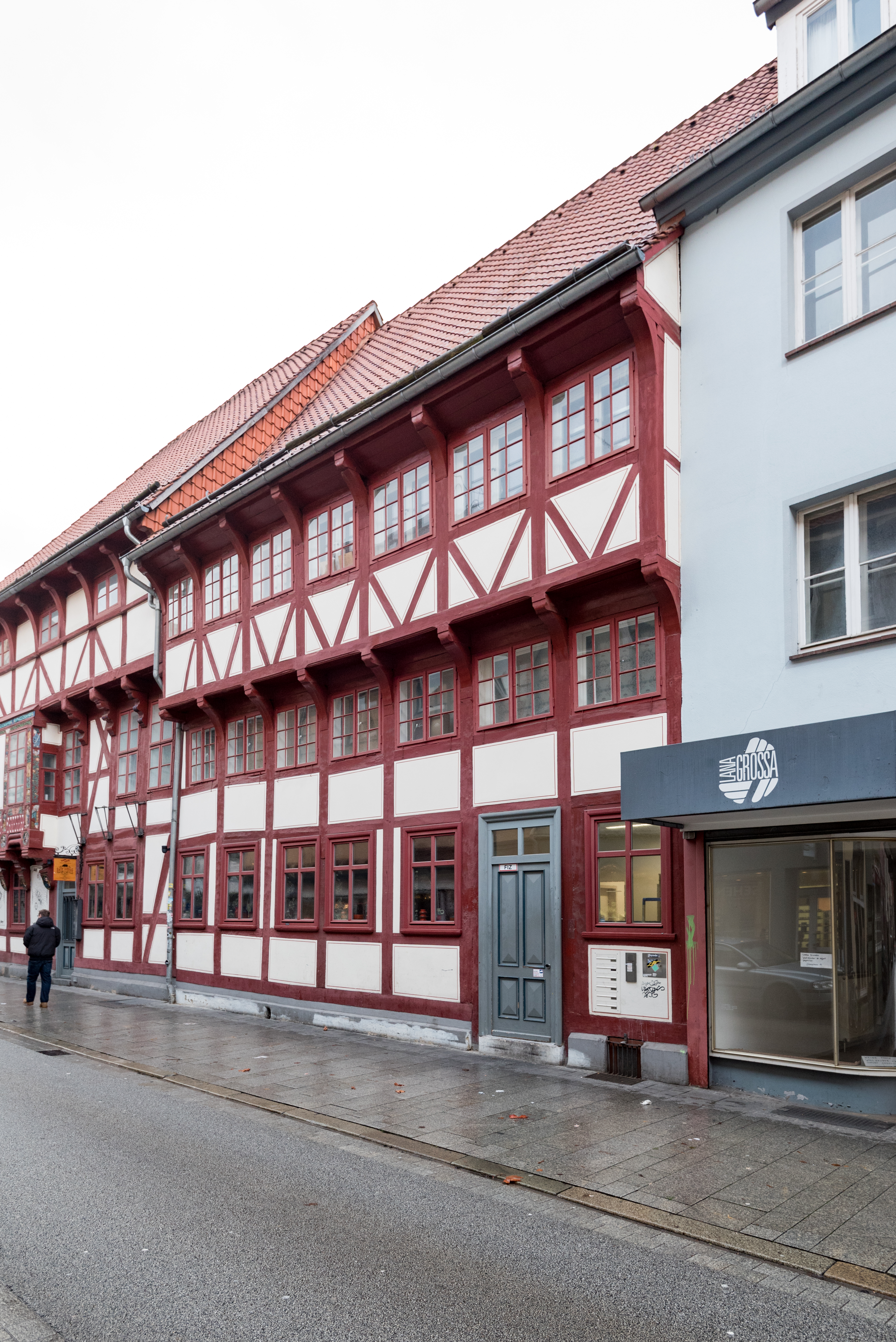
Nebengebäude an der Jüdenstraße (2018)
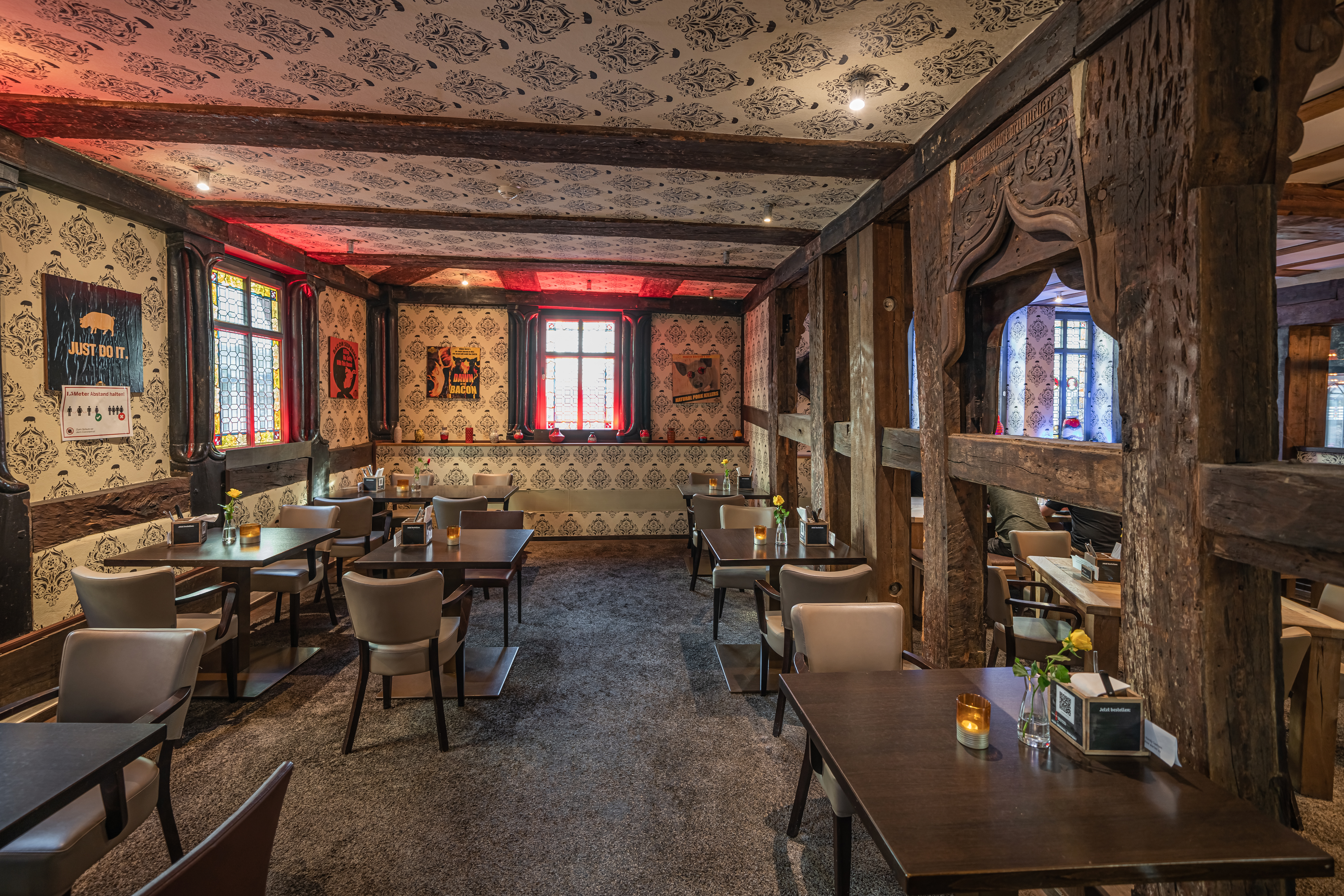
Innenaufnahme der modernisierten Junkernschänke (2022)